# Medici (TV-serie)
Medici (italienska: I Medici) är en brittisk-italiensk historisk och biografisk dramaserie vars första säsong hade premiär i Italien år 2016. Serien hade svensk premiär på TV4 den 10 april 2023. Första säsongen består av åtta avsnitt. Serien är skapad av Nicholas Meyer och Frank Spotnitz.
I Italien sändes säsong 2 år 2018 och säsong 3 år 2019. Båda säsongerna bestod av 8 avsnitt vardera.

## Handling
Serien kretsar kring den rika och mäktiga italienska familjen Medici som under 1400-talets Florens grundande den största banken i Europa. Serien tar avstamp när unge Cosimo de Medici plötsligt måste ta över bankimperiet efter att hans far Giovanni di Bicci de' Medici hastigt avlider.

## Roller i urval
- Richard Madden
- Stuart Martin
- Annabel Scholey
- Guido Caprino
- Brian Cox
- Dustin Hoffman